# Krupeć (obwód chmielnicki)
Krupeć (ukr. Крупець) – wieś na Ukrainie, w obwodzie chmielnickim, w rejonie szepetowskim, u ujścia Hnyłego Riwa do Horynia, siedziba administracyjna hromady. W 2001 roku liczyła 1384 mieszkańców.